# Hydriomena fergusoni
Hydriomena fergusoni là một loài bướm đêm trong họ Geometridae.